# Trixomorpha luteipennis
Trixomorpha luteipennis är en tvåvingeart som beskrevs av Louis-Paul Mesnil 1950. Trixomorpha luteipennis ingår i släktet Trixomorpha och familjen parasitflugor. Inga underarter finns listade i Catalogue of Life.